# コドコド

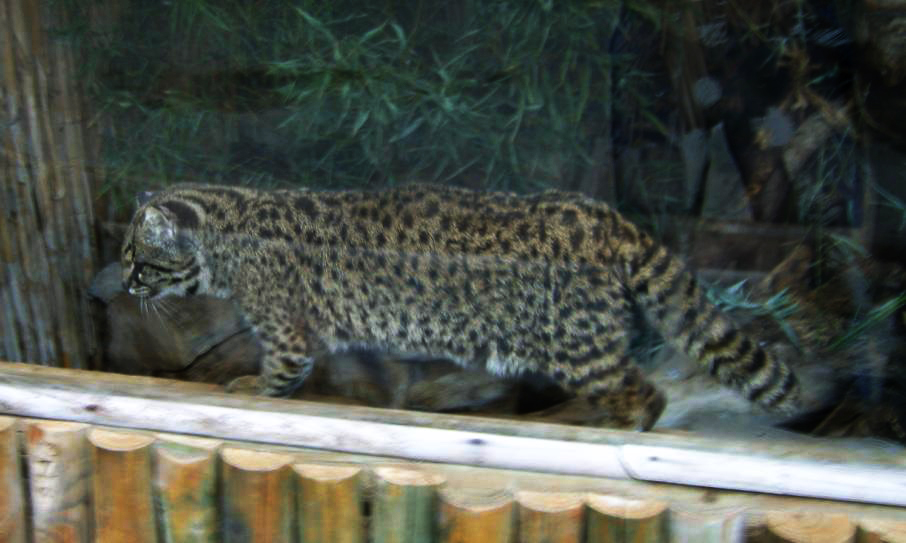
コドコド

コドコド（学名：Leopardus guigna）は、食肉目ネコ科オセロット属に分類される食肉類。

## 分布
アルゼンチン南西部、チリ南部

## 形態
体長40 - 52センチメートル。尾長17 - 25センチメートル。体重2 - 3キログラム。背面の毛衣は灰褐色や淡黄褐色で、黒い斑点が密に入る。また全身の毛衣が黒い黒変個体もいる。体側面では斑紋が集まり、腹面まで縞状の斑紋が入る個体もいる。尾の基部にも黒い斑点が入るが、尾先端から3/4は輪状斑が入る。顔にはほとんど斑紋が入らない。耳介背面に黒く縁取られた白い斑点（虎耳状斑）が入らない。腹面の毛衣は白い。
耳介は丸みを帯びる。吻端にある体毛で被われない板状の皮膚（鼻鏡）は大型。歯列は門歯が上下6本、犬歯が上下2本、小臼歯が上下4本、大臼歯が上下2本で計28本。

## 生態
森林に生息する。木に登ることもあり、樹上に隠れることもある。夜行性だが、昼間に活動することもある。
食性は動物食で、小型哺乳類、鳥類、爬虫類、両生類などを食べる。
繁殖形態は胎生。妊娠期間は72 - 78日。1回に1頭の幼獣を産む。

## 人間との関係
家禽を襲うこともある。
開発による生息地の破壊などにより生息数は減少している。生息地では法的に保護の対象とされているが、キツネ狩りの際の誤射や毛皮の流通例があることから密猟が懸念されている。